# Alasdair Leighton-Crawford
Alasdair Leighton-Crawford (ur. 9 grudnia 1981 w Hongkongu) – brytyjski wioślarz.

## Osiągnięcia
- Mistrzostwa Świata – Eton 2006 – czwórka podwójna wagi lekkiej – 4. miejsce[1].
- Mistrzostwa Świata – Monachium 20076 – jedynka wagi lekkiej – 7. miejsce[1].
- Mistrzostwa Europy – Poznań 2007 – dwójka podwójna wagi lekkiej – 7. miejsce[1].
- Mistrzostwa Świata – Linz 2008 – czwórka podwójna wagi lekkiej – brak[1][2].